# Meister von Fogdö
Als Meister von Fogdö (schwedisch Fogdömästaren) wird ein namentlich nicht bekannter mittelalterlicher Maler bezeichnet, der um 1410–40 in Dänemark und Süd-Schweden tätig war. In Dänemarks Kulturkanon 2006 wird er unter dem Namen Unionsmesteren geführt.

## Namensgebung und Werk

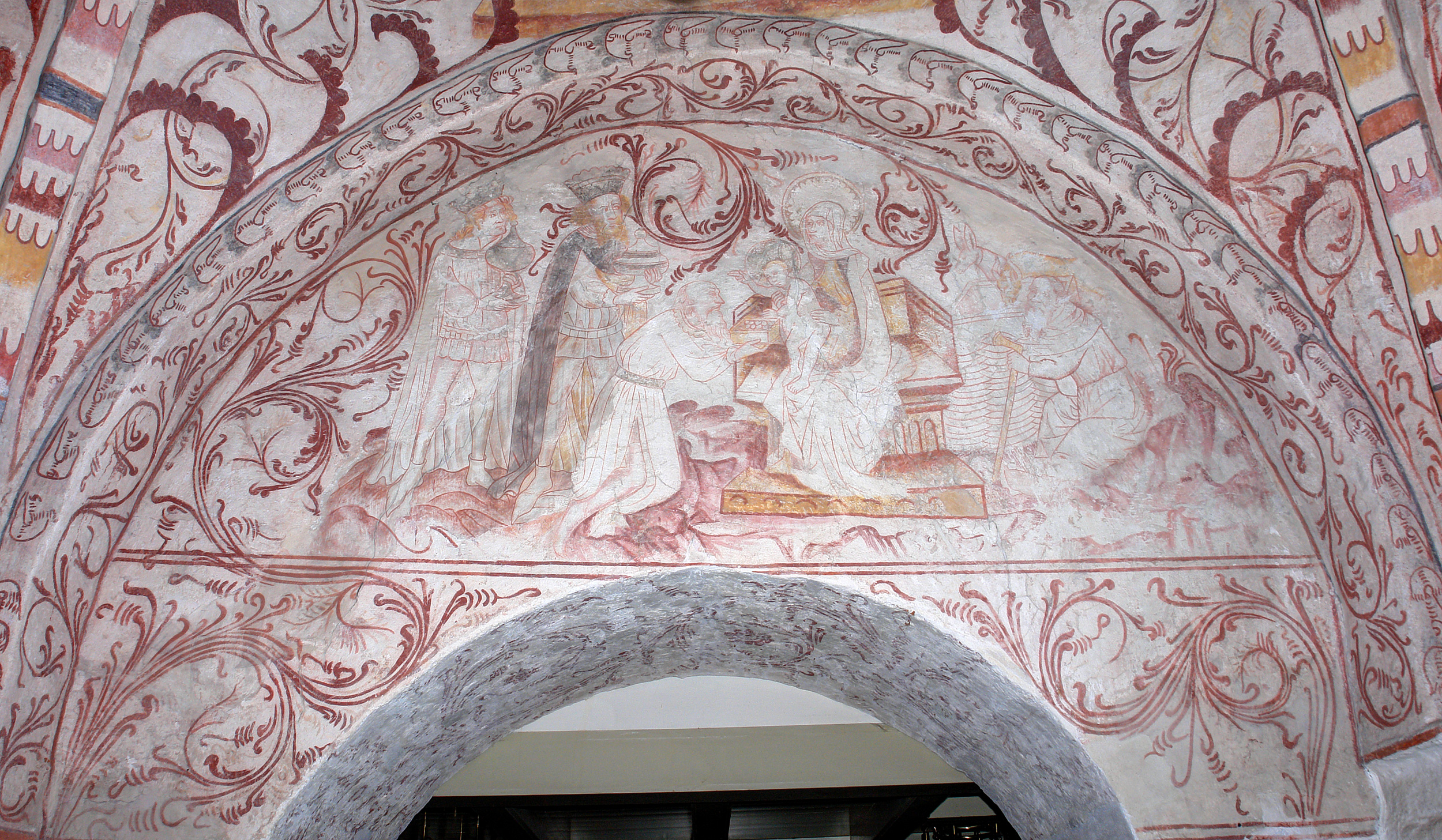
Anbetung der Könige (15. Jh.) Kirche von Nødebo

Der namentlich nicht bekannte Meister von Fogdö erhielt seinen Notnamen nach den von ihm geschaffenen Wandmalereien in der Kirche von Fogdö in der Gemeinde Strängnäs, die am Mälarsee in der Provinz Södermanland im Zentrum Schwedens liegt. Vom selben Künstler sollen auch die Wandmalereien im Dom der nahegelegenen Stadt Strängnäs stammen, sowie Werke in deren näherer Umgebung in den Kirchen von Toresund, ebenfalls in der Gemeinde Strängnäs, und in Runtuna in der Gemeinde Nyköping.
Da der Meister von Fogdö auch in Dänemark Werke geschaffen hat, wird er auch als Unionsmeister (schwedisch Unionsmästaren, dänisch Unionsmesteren) bezeichnet. Dieser Name geht auf die damalige politische Vereinigung Dänemarks mit Schweden, die Kalmarer Union, zurück.
Ein weiterer Name, Undløse-Meister (dänisch Undløsemesteren), wird in Dänemark nach seiner Arbeit in der Kirche von Undløse im nördlichen Seeland verwendet. In der Kirche von Rørby sind nur noch Reste seiner Arbeit erhalten, in der Kirche von Nødebo wird er für die Malereien im Turm genannt.

## Stil
Der Meister von Fogdö wird zur Mälardaler Schule gezählt, einer kunsthistorischen Gruppierung von mittelalterlichen skandinavischen Malern, die alle in der Region um den Mälarsee (Mälardal) und auch in Finnland Werke geschaffen haben und die wie der Meister von Fogdö einem gleichen Stil folgten. Auch wenn einige der anderen Maler einem noch eher volkstümlichen Malstil folgen, ist in den Werken aller dieser Künstler ein mehr oder weniger großer Einfluss des in ihrer Zeit in Europa entstehenden Schönen Stils erkennbar, was auf Kontakte mit Malern oder Werken dieses erneuernden Stils schließen lässt. Der Stil des Meisters von Fogdö beispielsweise erinnert etwas an den des Meister Bertram, eines bedeutenden Malers der Gotik in Norddeutschland um 1400.